# Garrett Brown
Pour les articles homonymes, voir Brown.
Garrett Brown, né le 6 avril 1942 à Long Branch, New Jersey, est un cinéaste américain connu pour l'invention du Steadicam qui a permis aux cadreurs de filmer en marchant sans les à-coups et tressautements inévitables d'une caméra portée à l'épaule.

## Carrière
D'abord chanteur de folk, puis technicien publicitaire, Garrett Brown fonde dans les années 1970 sa propre maison de production. Il crée le Steadicam (de « steady camera », littéralement « caméra stable ») en 1972 pour satisfaire la demande d'un film publicitaire (lequel ?) nécessitant un travelling sur deux étages.
Après la publicité, son Steadicam est utilisé pour la première fois au cinéma en 1976 pour les tournages de Marathon Man de John Schlesinger et Rocky de John G. Avildsen. La même année, Brown tourne un premier plan-séquence muni de son invention pour le  film Bound for Glory de Hal Ashby.
L'invention de Garrett Brown a été grandement utilisée par Stanley Kubrick, très attaché aux travellings et aux déplacements précis dans l'espace, pour son film Shining (1980), avec Jack Nicholson, notamment pour les scènes de l'enfant parcourant sur son tricycle les couloirs interminables de l'hôtel, ou les scènes du labyrinthe enneigé (cadrées par Garrett Brown). Garrett Brown a participé ainsi à plus de 70 films.
Le Steadicam est aujourd'hui utilisé dans quasiment tous les tournages de cinéma et de nombreux tournages de télévision. Brown est également l'inventeur de la caméra tyrolienne, utilisée notamment pour les vues aériennes des matchs de football,, du Divecam pour filmer les plongeurs olympiques,,, ainsi que du MobyCam pour le suivi immergé des nageurs olympiques,.

## Récompenses
- En 1978, Garrett Brown reçoit un Oscar scientifique et technique pour l'invention et le développement du Steadicam[7],[8].
- En 1999, Oscar scientifique et technique pour l'invention et le développement du Skycam flying platform, système de plateforme suspendue par des câbles permettant à un opérateur de Steadicam de réaliser des panoramiques à 360° tout en déplaçant la caméra (tyrolienne) et en modifiant sa hauteur par rapport au sol. Oscar partagé avec Jerry Holway[8].
- En 2006, Oscar scientifique et technique pour l'invention et le développement du Skycam flying camera system, système télécommandé supportant une caméra « volante » à l'aide de câble[8].